# Blarina carolinensis
Espèce
Statut de conservation UICN

 LC  : Préoccupation mineure
Blarina carolinensis est une espèce de mammifères de l'ordre des Soricomorpha et de la famille des Soricidae (musaraignes).

## Liste des sous-espèces
Selon Mammal Species of the World (version 3, 2005)  (31 juil. 2010) :
- sous-espèce Blarina carolinensis carolinensis
- sous-espèce Blarina carolinensis minima
- sous-espèce Blarina carolinensis shermani